# Moto G (2022)
Moto G (2022) — лінія смартфонів від компанії Mototola Mobility, що входить в сімейство Moto G. Вона складається з базової моделі Moto G 5G (2022), моделі початкового рівня Moto G Power (2022) та моделей зі стилусами Moto G Stylus (2022) та Moto G Stylus 5G (2022). Moto G (2023) є наступницею лінійки Moto G (2021).

## Дизайн
Екран виконаний зі скла. Рамка та задня панель виконані з пластику.
В Moto G 5G (2022) знизу розміщені роз'єм USB-C, динамік, мікрофон та 3.5 мм аудіороз'єм. Зверху розташований другий мікрофон. З лівого боку розташований слот під 1 SIM-картку і карту пам'яті формату microSD до 512 ГБ. З правого боку розміщені кнопки регулювання гучності та кнопка блокування смартфона, в яку вбудований сканер відбитків пальців.
В Moto G Power (2022) знизу розміщені роз'єм USB-C, динамік та мікрофон. Зверху розташовані другий мікрофон та 3.5 мм аудіороз'єм. З лівого боку розташований слот під 1 SIM-картку і карту пам'яті формату microSD до 512 ГБ. З правого боку розміщені кнопки регулювання гучності та кнопка блокування смартфона. Сканер відбитків пальців з нанесеним на ньому логотипом Motorola розташований на задній панелі.
В Moto G Stylus (2022) та G Stylus 5G (2022) знизу розміщені роз'єм USB-C, динамік, мікрофон, 3.5 мм аудіороз'єм та місце для стилуса. Зверху розташований другий мікрофон. З лівого боку розташований слот під 1 SIM-картку і карту пам'яті формату microSD до 512 ГБ в 4G-моделі та до 1 ТБ в 5G-моделі. З правого боку розміщені кнопки регулювання гучності та кнопка блокування смартфона, в яку вбудований сканер відбитків пальців.
Moto G (2022) та G Power (2022) продавалися тільки в одному кольорі: Moonlight Gray (сірий) та чорному відповідно. В свою чергу Moto G Stylus (2022) та G Stylus 5G (2022) продавалися в двох кольорах: Twillight Blue (синій) і Metallic Rose (рожевий) та Steel Blue (синій) Seafoam Green (зелений) відповідно.

## Технічні характеристики

### Апаратне забезпечення

#### Платформа
Moto G 5G (2022) отримав процесор MediaTek Dimensity 700 та графічний процесор Mali-G57 MC2.
Moto G Power (2022) отримав процесор MediaTek Helio G37 та графічний процесор PowerVR GE8320.
Moto G Stylus (2022) отримав процесор MediaTek Helio G88 та графічний процесор Mali-G52 MC2.
Moto G Stylus 5G (2022) отримав процесор Qualcomm Snapdragon 695 5G та графічний процесор Adreno 619.

#### Акумулятор
Акумуляторна батарея всіх моделей отримала об'єм 5000 мА·год та підтримку зарядки потужністю до 10 Вт.

#### Камера
Лінійка Moto G (2022) отримала основну потрійну камеру. В Moto G 5G та G Power це ширококутний об'єктив, макрооб'єктив та сенсор глибини, а в Moto G Stylus та G Stylus 5G — ширококутний, надширококутний та сенсор глибини. Ширококутні об'єктиви всіх моделей мають фазовий автофокус.
Також пристрої мають фронтальну камеру. Нижче наведено таблицю з детальними характеристиками камер:
| Модель телефона               | Moto G 5G (2022)            | Moto G Power (2022)         | Moto G Stylus (2022)             | Moto G Stylus 5G (2022)          |
| ----------------------------- | --------------------------- | --------------------------- | -------------------------------- | -------------------------------- |
| Ширококутний об'єктив         | 50 Мп, f/1.8, 0.64 µm, PDAF | 50 Мп, f/1.8, 0.65 µm, PDAF | 50 Мп, f/1.9, 0.64 µm, PDAF      | 50 Мп, f/1.9, 0.64 µm, PDAF, OIS |
| Надширококутний об'єктив      | Немає                       | Немає                       | 8 Мп, f/2.2, 118°, 1/4", 1.12 µm | 8 Мп, f/2.2, 118°, 1/4", 1.12 µm |
| Макрооб'єктив                 | 2 Мп, f/2.4                 | 2 Мп, f/2.4                 | Немає                            | Немає                            |
| Сенсор глибини                | 2 Мп, f/2.4                 | 2 Мп, f/2.4                 | 2 Мп, f/2.2                      | 2 Мп, f/2.4                      |
| Відео (основна камера)        | 1080p@30fps                 | 1080p@30fps                 | 1080p@60fps                      | 1080p@60fps                      |
| Передня камера                | 13 Мп, f/2.2, 1/4", 1.12 µm | 8 Мп, f/2.0, 1/4", 1.12 µm  | 16 Мп, f/2.2, 1/3.06", 1 µm      | 16 Мп, f/2.2, 1/3.06", 1 µm      |
| Відео (передня камера камера) | 1080p@30fps                 | 1080p@30fps                 | 1080p@30fps                      | 1080p@30fps                      |

#### Екран
Смартфони лінійки Moto G (2022) отримали рідкокристалічні дисплеї із круглим вирізом під фронтальну камеру та підвищеною частотою оновлення екрана. Нижче наведено таблицю з докладнішими характеристиками дисплеїв:
| Модель телефона       | Moto G 5G (2022) | Moto G Power (2022) | Moto G Stylus (2022) | Moto G Stylus 5G (2022) |
| --------------------- | ---------------- | ------------------- | -------------------- | ----------------------- |
| Тип                   | IPS TFT          | IPS TFT             | IPS                  | LTPS                    |
| Діагональ             | 6.5"             | 6.5"                | 6.8"                 | 6.8"                    |
| Співвідношення сторін | 20:9             | 20:9                | 20,5:9               | 20,5:9                  |
| Роздільна здатність   | HD+ (1600 × 720) | HD+ (1600 × 720)    | FHD+ (2460 × 1080)   | FHD+ (2460 × 1080)      |
| Щільність пікселів    | 269 ppi          | 269 ppi             | 396 ppi              | 395 ppi                 |
| Частота оновлення     | 90 Гц            | 90 Гц               | 90 Гц                | 120 Гц                  |

#### Пам'ять
Moto G 5G (2022) продавався в конфігураціях 4/64 та 6/256 ГБ, G Power (2022) — 4/64 та 4/128 ГБ, G Stylus (2022) — 6/128 ГБ, а G Stylus 5G (2022) — 4/128, 6/128 та 6/256 ГБ.

### Програмне забезпечення
Moto G 5G (2022) та G Stylus 5G (2022) були випущені на Android 12, а Moto G Power (2022) та Moto G Stylus (2022) — Android 11. Як оболонка використовується Moto My UX.